# Украинский SMS-референдум «За русский язык»
Украинский SMS-референдум «За русский язык» — опрос общественного мнения по вопросу придания русскому языку статуса второго государственного, прошедший на Украине с 17 января по 17 марта 2006 года. SMS-референдум был организован Партией регионов Украины в рамках подготовки к парламентским выборам 2006 года и был проведен посредством приема SMS-сообщений установленного формата на отведенный номер.

## Об SMS-референдуме
Опрос проводился по вопросу о придании русскому языку на Украине статуса второго государственного.

### Формат
SMS-референдум «За русский язык» на Украине стартовал 17 января 2006 года и был рассчитан на два месяца. В 11 часов 17 марта голосование завершилось.
Для участия в референдуме необходимо было отправить SMS сообщение с мобильного телефона любого из основных мобильных операторов на специально отведенный для этого номер 7757. Участники, желающие поддержать предоставление русскому языку статуса государственного должны были отправить сообщение «2», а те кто против могли отправить «1».
Стоимость отправки SMS сообщения стандартная в соответствии с тарифным планом абонента.

### Результаты
По информации организаторов, всего в SMS-референдуме приняло участие 314 629 человек.
«За» придание русскому языку на Украине статуса второго государственного высказались 256 610 участников голосования (81,55 %) и 58 019 человек (18,45 %) — проголосовали «против».

### Выводы
Основной вывод, который можно сделать, проанализировав результаты голосования, заключается в том, что вопреки мнению скептиков и оппонентов, тема SMS-референдума и форма проведения голосования вызвали широкий общественный резонанс. За два месяца, прошедшие со старта проекта, вышло около 700 публикаций о проекте в печатных СМИ. Зафиксировано более 50 000 упоминаний о проекте в электронных СМИ. Тема и форма голосования активно обсуждается более чем на 100 интернет-форумах.
Проект «SMS-референдум» рассматривался организаторами как первый этап программы расширения легитимных форм волеизъявления граждан, путём внедрения в практику выборов мобильных технологий.
Взгляды на проведение и результаты этого референдума неоднозначны. Репрезентативность опроса подвергают сомнению многие социологи. В заявлении партии «Собор» этот sms-опрос был расценен как «провокационная политтехнология».

### Международный интерес
Очередным подтверждением того, что SMS-референдум вызвал значительный интерес не только на Украине, но и за рубежом, стало обращение в оргкомитет проекта представителей Британской вещательной корпорации BBC, которых интересовали вопросы о роли русского языка на Украине, важности проведения масштабного опроса мнения граждан по данной проблеме, а также о преимуществах выбранного представителями молодёжного крыла Партии регионов формата голосования.

### Рекорд в «Книге рекордов Украины»
SMS-референдум установил рекорд в «Книге рекордов Украины» в категории «Государственность и Политика» в двух номинациях: «Самый массовый интерактивный опрос общественного мнения на Украине»; «Самый массовый SMS-опрос общественного мнения на Украине».

## Организаторы
- Партия регионов — главный организатор SMS-референдума «За русский язык».
- Идея проведения SMS-референдума, техническое задание на реализацию и PR-стратегия проекта были разработаны командой молодых менеджеров, дизайнеров и программистов, которую возглавил Виктор Янукович (младший).
- Информ-мобил — технический партнёр проекта — один из крупнейших контент и сервис провайдеров на Украине, совместно с которой был разработан специализированный программный продукт, максимально учитывающий принципы честности и прозрачности процесса SMS-голосования.
- AdiozProduction — технический партнёр проекта — киевская продакшн-студия, предоставляющая услуги Production и Post-Production в аудиовизуальной сфере.

## Участники
- Виктор Янукович-младший — руководитель проекта
- Сергей Озерянский — арт-директор проекта
- Александр Шаталов — технический директор проекта
- Денис Ржавский — интернет-менеджер проекта
- Богдан Аганин — представитель компании «Информ-мобил»

## Правила голосования
По правилам голосования, для участия в референдуме необходимо было направить SMS с цифрой «2», если участник поддерживает идею придания русскому языку на Украине статуса второго государственного и с цифрой «1» — если высказывается «против», на короткий номер 7757 (единый для всех национальных операторов).
В ответ участнику голосования направлялось SMS, в котором указывалась категория, в которую принят его голос — «за» или «против» и порядковый номер принятого сообщения.
Проголосовать можно было только один раз. Все номера фиксировались, и повторные голосования с одного номера не засчитывались, о чём участнику сообщалось в специальном SMS. Сообщения, присланные из Internet, участие в SMS-референдуме не принимали.
По договору с операторами, стоимость сообщения являлась стандартной для тарифных пакетов абонентов. Таким образом, участники референдума потратили от 10 до 34 копеек, в зависимости от тарифного пакета, в который они подключены. А для тех, кто подключен в Безлимитный пакет, голосование являлось бесплатным.
Помимо этого, все участники референдума могли в любой момент проверить, в какую категорию и под каким номером занесен их голос. Для этого, на номер 7757, необходимо было направить сообщение с текстом «test».
В случае, если участник референдума ошибался при выборе категории, у него была возможность в течение 24 часов аннулировать свой голос и проголосовать повторно, отправив команду «stop» и связавшись с информационным центром SMS-референдума.

## Анализ голосования
Средняя активность участия граждан Украины составила более 5240 голосов в день. Самым малоактивным днем оказался последний день голосования — 17 марта, когда в референдуме приняло участие лишь около 170 человек. В то же время, 3 февраля зафиксирован своеобразный рекорд активности — в этот день в SMS-референдуме приняли участие более 13300 человек, при этом, более 11000 из них проголосовали «за» русский язык.
После завершения голосования, по просьбе организаторов проекта, представители компании «Информ-мобил» провели выборочный телефонный опрос с целью выяснения социо-демографической характеристики участников SMS-референдума. В опросе приняли участие более 1000 респондентов. Технологию проведения опроса разработали специалисты информационно-аналитического центра ДИАЦ.
Согласно данным опроса, 92 % участников SMS-референдума — это украинцы, имеющие право голоса.
Основной возрастной группой, принявшей участие в голосовании, стала возрастная группа от 18 до 39 лет, составившая 2/3 от всех проголосовавших. Это в очередной раз доказывает, что вопрос о статусе русского языка — это вопрос, который остро волнует самую активную часть населения Украины.
24 % принявших участие в SMS-референдуме — люди старше 40 лет. Этот факт ярко свидетельствует о том, что не только несовершеннолетние подростки (составившие лишь 8 % общего числа участников референдума), молодёжь и люди среднего возраста, но и старшее поколение жителей Украины восприняли новую, нетрадиционную форму голосования и продемонстрировали, что применение данного формата волеизъявления является достаточно перспективным.
Если проанализировать данные, касающиеся образования и статуса населенного пункта, в котором проживают участники SMS-референдума, мы можем сделать вывод, что половина проголосовавших (50 %) имеет незаконченное высшее или высшее образование и проживает в крупных городах — столице и областных центрах (54 %). При этом 80 % участников голосования проживает в юго-восточных регионах Украины.
Итоговое соотношение количественных показателей референдума ярко иллюстрируют следующие цифры: более 80 % участников SMS-опроса думают и говорят дома на русском языке, около 15 % — на украинском и около 4 % респондентов указали, что думают и говорят на двух языках.

## Интернет-поддержка проекта
Интернет-поддержка проекта осуществлялась на специально созданном сайте www.smsreferendum.in.ua., где размещались правила SMS-голосования, комментарии и новости, а также результаты референдума, обновляемые каждый час. С целью обеспечения максимальной доступности информации о проекте, были открыты не только русская и украинская, но и английская версии сайта.
О популярности сайта свидетельствует тот факт, что за время реализации проекта сайт посетили более 130000 уникальных пользователей и более 30000 из них занесли сайт в «избранное». На форуме было оставлено более 5000 сообщений.
Более 45 % посетителей сайта — пользователи Интернет из других стран.
География достаточно широка: Германия, Нидерланды, Великобритания, Россия, Швейцария, Италия, Франция, Эстония, Греция, Болгария, Польша, Мексика, США, Норвегия, Швеция, Литва, Канада и др.
В рамках реализации проекта «SMS-референдум» был открыт WAP-портал Партии регионов wap.smsregions.com — первый партийный WAP-портал на Украине, где все желающие могли ознакомиться с предвыборной программой Партии регионов, узнать свежие партийные новости и информацию о первой пятерке партийного списка, бесплатно скачать серии заставок: фото лидеров Партии регионов, открытки с видами городов Украины, тематические серии, посвященные Новому году, Дню Св. Валентина, Дню защитника отечества, Международному женскому дню, фирменные темы для мобильных телефонов, анимашки «Я за русский!», «Я не был на Майдане!» и пр.
WAP-портал Партии регионов посетили около 25 тыс. пользователей модного мобильного сервиса. Лидером среди фирменных тем для мобильных телефонов стала металлическая тема «Партия регионов», которую скачали более 8500 человек.

## Диспуты и конференции
На старте проекта оппоненты идеи придания русскому языку статуса второго государственного весьма скептически высказывались о значимости SMS-референдума. Однако уже спустя неделю после начала голосования, многие интернет-издания распространили информацию, согласно которой Львовская городская организация НСНУ призывала всех, «кому не все равно, на каком языке должен обращаться к ним и их детям учитель, работодатель, чиновник, телевидение, газеты…» принять участие в SMS-референдуме, организованном Партией регионов и проголосовать «против» придания русскому языку на Украине статуса второго государственного.
Факт данного обращения организаторы SMS-референдума расценили как признание даже политическими оппонентами значения результатов всеукраинского SMS-голосования.
В ходе реализации проекта «SMS-референдум» в Симферополе, Феодосии, Днепропетровске, Харькове, Луганске, Донецке, Херсоне, Николаеве, Одессе, Запорожье и Севастополе состоялся ряд диспутов на тему «Особенности и перспективы SMS-голосований». В ходе этих диспутов молодые юристы, программисты, политологи, социологи представители молодёжных общественных организаций определяли позитивные и проблемные стороны процесса голосования с использованием мобильных телефонов, предлагали возможные варианты решения проблемных вопросов.
Современная молодёжь — это представители того поколения украинцев, для которого мобильная связь уже является не только привычной формой коммуникации, но и одним из основных элементов межличностного общения.
Поэтому неудивительно, что активно разрабатываемая молодёжным крылом Партии регионов идея легализации формата SMS-голосований вызвала живой интерес. Несмотря на наличие ряда технических, юридических и организационных сложностей, тема внедрения инновационных форматов голосований была единодушно признана реальной и перспективной.
Закономерным итогом работы в данном направлении явилось приглашение представителей проекта «SMS-референдум» в качестве экспертов на обсуждение темы «Перспективы использования мобильной связи как одной из форм волеизъявления граждан в национальных выборах» на международную конференцию «Wireless Content — 2006: Back to Business — Russia and Globally», которая состоялась 21 февраля в Москве.
Собравшиеся на этот международный форум представители крупнейших компаний — лидеров рынка мобильной связи дали высокую оценку как проекту «SMS-референдум», так и уровню работы, проделанной оргкомитетом проекта в направлении внедрения GSM-технологий в практику выборов.
Уже в первые недели голосования стало очевидным, что SMS-референдум, организованный Партией регионов, будет являться крупнейшим интерактивным опросом общественного мнения на Украине.

## SMS-референдум в «Книге рекордов Украины»
В финале SMS-референдума инициативная группа проекта SMS-референдум обратилась к представителям Национального имиджевого проекта «Книга рекордов Украины», специалисты которого провели предварительную экспертизу заявленного достижения и подтвердили, что SMS-референдум может претендовать на рекорд в категории «Государственность и Политика» в двух номинациях: «Самый массовый интерактивный опрос общественного мнения на Украине»; «Самый массовый SMS-опрос общественного мнения на Украине».
23 марта члены экспертной комиссии, в состав которой вошли главный редактор «Книги рекордов Украины» Оксана Сницарук, директор Украинского филиала института стран СНГ Владимир Корнилов, представитель компании iks consulting на Украине Алексей Данилин и директор информационно-аналитического центра ДИАЦ Евгений Копатько, ознакомились с документами, предоставленными операторами мобильной связи МТС, KyivStar, Life и компанией «Информ-мобил», подтвердили достоверность полученного результата и подписали протокол о регистрации национального рекорда.

### Упоминания SMS-референдума после 2006 года
- Референдум пробивает дорогу (2016 год)
- МОВНА СИТУАЦІЯ В УКРАЇНІ: МІЖ КОНФЛІКТОМ І КОНСЕНСУСОМ // 3.2. Механізми політичної мобілізації мовних груп: антрепренери, гасла, заходи
- НАЦІОНАЛЬНА АКАДЕМІЯ НАУК УКРАЇНИІНСТИТУТ ПОЛІТИЧНИХ І ЕТНОНАЦІОНАЛЬНИХ ДОСЛІДЖЕНЬІМ. І.Ф. КУРАСАМОВНА СИТУАЦІЯ В УКРАЇНІ:між конфліктом і консенсусом (2008 год)